# Elven Webb
Elven Webb (* 29. August 1910 in England; † September 1979 in London) war ein britischer Artdirector und Szenenbildner, der einmal den Oscar für das beste Szenenbild gewann und ein weiteres Mal für diesen Oscar nominiert war.

## Leben
Webb begann seine Laufbahn als Artdirector und Szenenbildner in der Filmwirtschaft 1944 bei dem Film The Way Ahead und war bis 1970 an der szenischen Ausstattung von knapp dreißig Filmen beteiligt.
1964 gewann er zusammen mit John DeCuir, Jack Martin Smith, Hilyard M. Brown, Herman A. Blumenthal, Maurice Pelling, Boris Juraga, Walter M. Scott, Paul S. Fox und Ray Moyer den Oscar für das beste Szenenbild in einem Farbfilm, und zwar für den Monumentalfilm Cleopatra (1963) von Joseph L. Mankiewicz mit Elizabeth Taylor, Richard Burton und Rex Harrison in den Hauptrollen.
Bei der Oscarverleihung 1968 war er mit DeCuir, Lorenzo Mongiardino, Dario Simoni, Giuseppe Mariani und Luigi Gervasi für einen Oscar für das beste Szenenbild nominiert und zwar für Der Widerspenstigen Zähmung (1967) nach dem gleichnamigen Bühnenwerk von William Shakespeare in der Regie von Franco Zeffirelli mit Elizabeth Taylor, Richard Burton und Cyril Cusack.

## Filmografie (Auswahl)
- 1944: The Way Ahead
- 1953: The Man Between
- 1955: Die Colditz Story (The Colditz Story)
- 1956: It’s a Wonderful World
- 1960: Man in the Moon
- 1965: Bunny Lake ist verschwunden
- 1967: The Bobo
- 1970: Der Brief an den Kreml

## Auszeichnungen
- 1964: Oscar für das beste Szenenbild in einem Farbfilm